# مینه‌سوتا لیک (مینه‌سوتا)
مینه‌سوتا لیک، مینه‌سوتا (به انگلیسی: Minnesota Lake, Minnesota) یک شهر در ایالات متحده آمریکا است که در مینه‌سوتا واقع شده‌است.

## خصوصیات
مینه‌سوتا لیک ۵٫۶۲ کیلومترمربع مساحت و ۶۸۷ نفر جمعیت دارد و ۳۱۸ متر بالاتر از سطح دریا واقع شده‌است.